# ふたご座恋愛事件
『ふたご座恋愛事件』(ふたござれんあいじけん)は、さこう栄,岸本けいこによる日本の漫画作品。
『なかよし』（講談社）にて1983年11月号から1984年2月号まで連載された。

## 書誌情報
- ふたご座恋愛事件 発売日： 1984/4/6 ISBN 978-4061084667
  - 夜明けの吸血鬼－バンパイア－